# CinemaScore
CinemaScore este o companie americană cu sediul în Las Vegas specializată în cercetarea pieței. Studiază audiența filmelor pentru a evalua experiențele spectatorilor cu note (de la „A+” la „F”), raportează rezultatele și prognozează încasările de box office pe baza datelor.

## Context
Ed Mintz, care a studiat matematica la Universitatea din Wisconsin-Madison și a fondat compania de software de facturare dentară Dentametics, împreună cu soția Rona, a asistat la filmul Detectivul ieftin (The Cheap Detective) în iunie 1978. A citit o recenzie pozitivă a unui critic de film, însă nu i-a plăcut filmul, în ciuda faptului că era un fan al regizorului Neil Simon și a auzit un alt spectator dezamăgit care dorea să audă părerile oamenilor obișnuiți, nu ale criticilor. Mintz nu era specialist în sondaje sau în industria divertismentului, dar a decis să-și folosească abilitățile în matematică și informatică pentru o afacere care să analizeze opiniile a sute de spectatori de filme.
Un cartonaș de donații de Iom Kipur cu file a inspirat cartonașele de sondaj oferite publicului. Compania realizează sondaje (exit-poll-uri) de audiență printre cei care au văzut un film în cinematografe, cerându-le să evalueze filmul și specificând ce i-a atras spre respectivul film. Rezultatele sunt publicate în Entertainment Weekly. CinemaScore realizează și sondaje pentru a determina interesul publicului pentru închirierea de filme pe video, în funcție de vârstă și sex și transmite informațiile către companii de video precum Fox Video Corporation.
După ce angajații companiei stomatologice Mintz au testat cardurile de sondaj în cinematografe, sondajele au început din 1979. CinemaScore a publicat la început concluziile spectatorilor, inclusiv într-un ziar și o emisiune de radio. După ce 20th Century Fox a luat legătura cu compania în 1989, a început să vândă datele strânse către studiouri.
La mijlocul anilor 1980, lanțul de cinematografe AMC a folosit datele CinemaScore atunci când a ales filme pentru cinematografele sale.
Un site web a fost lansat de CinemaScore în 1999, după o întârziere de trei ani în care președintele a căutat sponsorizare din partea revistelor și companiilor video. Brad Peppard a fost președinte al CinemaScore Online din 1999 până în 2002.
Site-ul web a inclus o bază de date cu aproape 2.000 de lungmetraje și reacțiile publicului la acestea.
Înainte de lansare, rezultatele CinemaScore au fost publicate în Las Vegas Review-Journal și Reno Gazette-Journal.
Extinderea CinemaScore pe internet a inclus un abonament săptămânal prin e-mail pentru cinefili, pentru a ține pasul cu rapoartele despre reacțiile publicului.
În 1999, CinemaScore a evaluat aproximativ 140 de filme pe an, inclusiv 98–99% dintre lansările de filme ale studiourilor majore. La fiecare film, angajații au chestionat 400-500 de spectatori în trei dintre cele 15 site-uri CinemaScore, care au inclus orașele Las Vegas, Los Angeles, San Diego, Denver, Milwaukee, St. Louis, Dallas, Atlanta, Tampa, Phoenix și Coral Springs.
În vara lui 2002, CinemaScore a dezvăluit că în acel sezon s-a obținut cea mai mare notă colectivă din 1995. În vara anului 2000, 25 din 32 de filme au primit fie nota A, fie B. Douăzeci și șase dintre cele 30 de filme din vara anului 2001 au obținut note similare, în timp ce 32 din cele 34 de filme din vara anului 2002 au obținut, de asemenea, note similare.
Din iulie 2014, CinemaScore își publică rezultatele și pe Twitter. 
De obicei, pentru a menține dimensiuni comparabile ale eșantioanelor, sunt analizate doar filmele care au premiera în mai mult de 1.500 de cinematografe și publicate pe website-ul CinemaScore și pe rețelele de socializare. 
Distribuitorul unui film care are premiera în mai puține cinematografe poate cere CinemaScore să realizeze un sondaj privat, al cărui rezultat va fi dezvăluit doar clientului. Unele dintre rezultatele acestor sondaje private au fost totuși promovate public, cum ar fi rating-urile „A+” pentru filme ca A Question of Faith sau Courageous (ambele filme religioase lansate de Pure Flix Entertainment).

## Evaluare

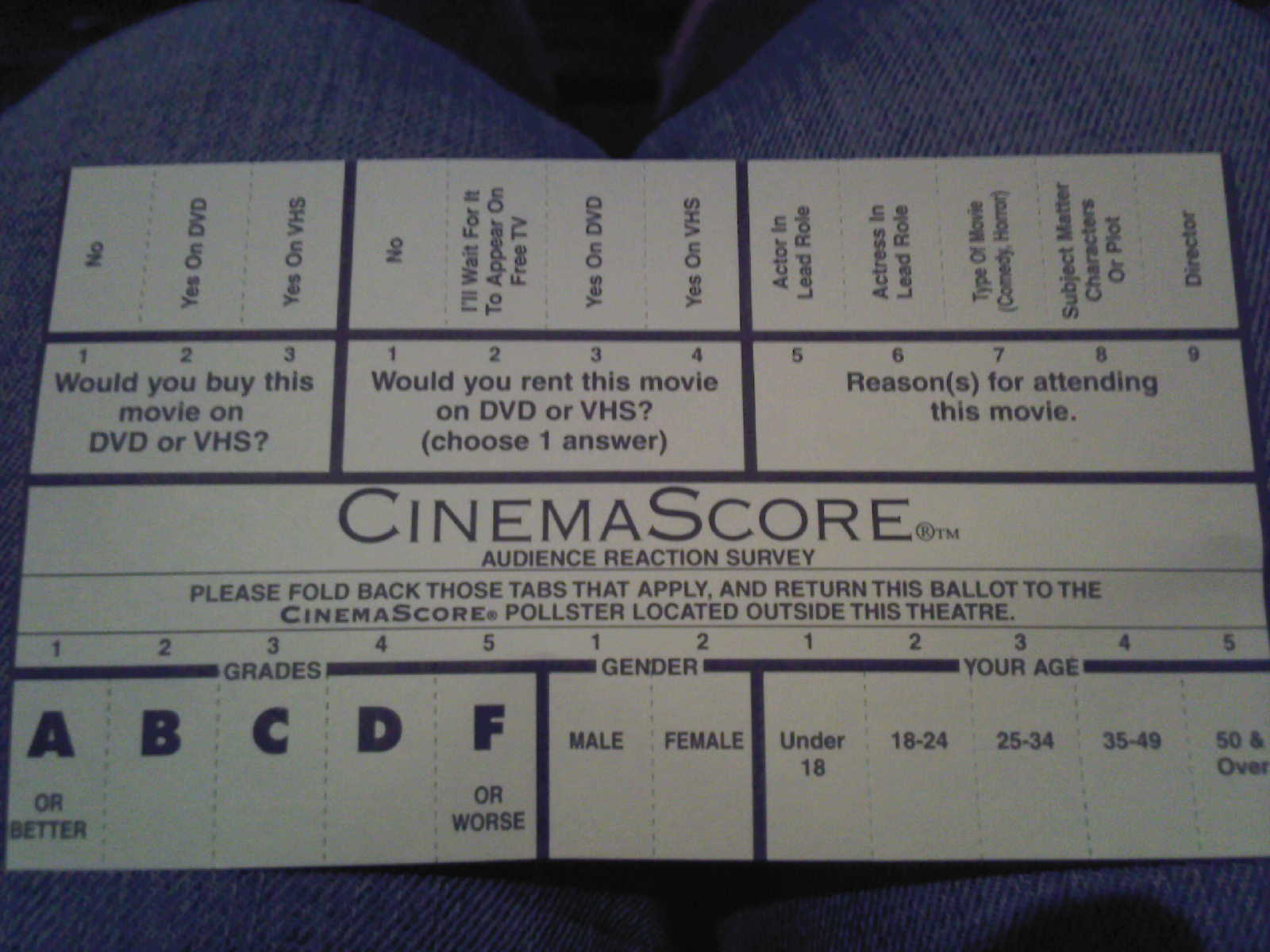
Un card de sondaj CinemaScore

CinemaScore se autodescrie ca fiind „liderul industriei în măsurarea atractivității filmelor”.
Există între 35 și 45 de echipe de reprezentanți CinemaScore prezente în 25 de orașe mari din America de Nord. În fiecare vineri, reprezentanții din cinci orașe alese aleatoriu oferă publicului din ziua deschiderii un card de sondaj. Pe card se alege vârsta, sexul, o notă a filmului ("A", "B", "C", "D" sau "F"), se răspunde la întrebări dacă ar închiria sau cumpăra filmul pe DVD sau Blu-ray, de ce au ales filmul și dacă au simțit sau nu că filmul este aliniat cu marketingul său.
CinemaScore primește de obicei cca. 400 de carduri la fiecare film; compania estimează o rată de răspuns de 65 % și o marjă de eroare de 6 %.
O notă generală de la „A+” la „F” este calculată ca medie a notelor date de respondenți. Evaluările sunt împărțite în funcție de sex și grupe de vârstă (sub 21, 21–34, 35 și peste). Studiourile de film și alți abonați primesc datele pe la ora 11 PM Ora Pacificului. CinemaScore publică notele publice pe rețelele de socializare și, deși datele detaliate sunt proprietare, notele sunt distribuite pe scară largă în mass-media și industrie. Reclame ulterioare ale filmelor bine cotate își citează adesea notele CinemaScore.
Studiourile folosesc date demografice atunci când comercializează filme.
Un studio poate spera că o notă mare ajută la box office-ul unui film după ce weekend-ul premierei a fost dezamăgitor sau poate ajusta marketingul unui film viitor pe baza rezultatelor sondajului unui film anterior cu un grup demografic similar.
Dede Gilmore, de la CinemaScore, a semnalizat tendința din 1993 a „majorității filmelor de a obține cu ușurință un B-plus. Cred că oamenii vin (la cinema) după divertisment. Au așteptări mari. Sunt mai îngăduitori cu notele lor. Dar pe măsură ce (spectatorii) repetă mai mult și mai mult (acest lucru), ajung să fie critici mai puternici”. În 1993, printre filmele care au fost notate cu A s-au numărat Parfum de femeie, Oameni de onoare și Cădere liberă. Printre filmele notate cu B au fost Sommersby și Inimă neîmblânzită. Un film notat cu C în acel an a fost Prețul trupului. Întrucât publicul din seara premierei este probabil mai entuziasmat de un film decât patronii obișnuiți, o notă „C” din partea lor este – după Los Angeles Times – „o veste proastă, echivalentul unei note care semnalează eșecul”. După Ed Mintz, notele „A sunt în general bune, B sunt în general tremurătoare, iar C sunt groaznice. (Dacă iau) D sau F, (atunci) nu ar fi trebuit să facă filmul sau l-au promovat amuzant și mulțimea absolut greșită a intrat în asta”. Filmele de groază obțin constant un scor mai mic; „A−” obținut de Trăind printre demoni a fost prima dată când un film de groază a avut un scor mai bun decât „B+”. Harold Mintz, de la CinemaScore, a spus că „nota F pentru un film de groază este echivalent cu un B la o comedie”.
Un „A+” anunță de obicei un box office de succes. Din 1982 până în august 2011, doar 52 de filme (aproximativ două pe an) au primit nota maximă, inclusiv șapte care primit Oscarul pentru cel mai bun film. Din 2000 până în ianuarie 2020, au fost 53 de filme notate cu „A+”. La data de 15 iulie 2020 , aproximativ 90 de filme au primit „A+”.
Din 2004 până în 2014, cele notate cu „A+” și „A” au avut un raport de multiplicare al veniturilor (față de buget) de 4,8 ori și, respectiv, 3,6 ori, în timp ce veniturile totale ale filmelor cu rating C au avut un raport de multiplicare de 2,5 ori în weekendul de deschidere. Ed Mintz i-a citat pe Leonardo DiCaprio și Tom Cruise ca „două vedete pentru care nu contează cât de prost este filmul, ei pot ridica (proiecțiile)”. (Astfel, Insula Shutter cu DiCaprio a avut un raport de 3,1, în ciuda unei note „C+”, iar Vanilla Sky - Deschide ochii cu Tom Cruise a avut un raport de 4 la o notă „D”.)
La data de 2020, 22 de filme au primit nota „F”.
Vulture a dat exemple de filme F, ca Solaris regizat de Steven Soderbergh cu George Clooney, Ucide-i cu tandrețe de Andrew Dominik cu Brad Pitt și Mamă! de Darren Aronofsky cu Jennifer Lawrence.
Într-un eseu din The Hollywood Reporter, Martin Scorsese a criticat ferm acest tip de clasificare prin sondaje: „Judecata brutală care a transformat încasările din weekendul premierei într-un sport sângeros pentru spectatori pare să fi încurajat o abordare și mai brutală a recenziei filmelor. Vorbesc despre companii de cercetare a pieței precum CinemaScore [...] Totul este despre afacerile din cinematografie și absolut nimic nu are de-a face cu creația, iar vizionarea inteligentă a filmului se reduce la un producător de conținut, iar spectatorul la un consumator neaventuros.”
Ed Mintz a respins o conectare cu Rotten Tomatoes și a apărat metodologia CinemaScore de a sonda audiența selectată în seara premierei, pentru a vedea dacă filmul corespunde așteptărilor oamenilor care doresc cel mai mult să-l vadă. El a apărat în continuare acuratețea datelor CinemaScore și corelarea cu rezultatele de box office.
Prognozele CinemaScore privind încasările de la box-office bazate pe aceste sondaje sunt, după Los Angeles Times, „surprinzător de precise”, în 2009 prezicând corect succesul (filmului) Marea mahmureală și eșecul (filmului) Lumea pierdută.
Directorii de la Hollywood sunt împărțiți în ceea ce privește acuratețea CinemaScore. Rob Moore, fost director Paramount Pictures, a considerat că Ed Mintz a avut o „conexiune absolută cu pulsul cinefililor”.
Jeff Goldstein de la Warner Bros. a descris CinemaScore ca fiind „esențială... pentru industria divertismentului” și Dan Fellman de la Warner a spus că studioul și-a întrerupt propriul sondaj de exit poll din cauza celui al companiei CinemaScore.
Un alt director de la Hollywood a spus că (sondajul) „nu este întotdeauna corect, dar este un indicator destul de bun. Mă bazez pe acesta”. Un alt director a spus că serviciul PostTrak, concurentul său, a fost „mult mai bun... mai amănunțit și mai aprofundat”.
CinemaScore a efectuat, de asemenea, sondaje pentru plasarea de produse, pentru Anheuser-Busch și pentru cazinourile din Las Vegas.

## Listă de filme „A+”.
La data de octombrie 2024, un total de 118 filme au rating/nota A+ din partea publicului american chestionat de către CinemaScore.
| Nr. | Titlu                                               | Regizor                        | An   |
| --- | --------------------------------------------------- | ------------------------------ | ---- |
| 1   | Kramer contra Kramer                                | Robert Benton                  | 1979 |
| 2   | Armăsarul negru                                     | Carroll Ballard                | 1979 |
| 3   | Imperiul contraatacă                                | Irvin Kershner                 | 1980 |
| 4   | Celebritate                                         | Alan Parker                    | 1980 |
| 5   | E.T. Extraterestrul                                 | Steven Spielberg               | 1982 |
| 6   | Gandhi                                              | Richard Attenborough           | 1982 |
| 7   | Rocky III                                           | Sylvester Stallone             | 1982 |
| 8   | Star Trek IV: Călătoria acasă                       | Leonard Nimoy                  | 1986 |
| 9   | File de poveste                                     | Rob Reiner                     | 1987 |
| 10  | Greu de ucis                                        | John McTiernan                 | 1988 |
| 11  | Cercul poeților dispăruți                           | Peter Weir                     | 1989 |
| 12  | Șoferul Doamnei Daisy                               | Bruce Beresford                | 1989 |
| 13  | Un anotimp alb și uscat                             | Euzhan Palcy                   | 1989 |
| 14  | Directorul                                          | John G. Avildsen               | 1989 |
| 15  | Armă mortală 2                                      | Richard Donner                 | 1989 |
| 16  | Când Harry a cunoscut-o pe Sally                    | Rob Reiner                     | 1989 |
| 17  | Cel care dansează cu lupii                          | Kevin Costner                  | 1990 |
| 18  | Frumoasa și bestia                                  | Gary Trousdale                 | 1991 |
| 18  | Frumoasa și bestia                                  | Kirk Wise                      | 1991 |
| 19  | Terminatorul 2: Ziua Judecății                      | James Cameron                  | 1991 |
| 20  | Aladdin                                             | John Musker                    | 1992 |
| 20  | Aladdin                                             | Ron Clements                   | 1992 |
| 21  | Oameni de onoare                                    | Rob Reiner                     | 1992 |
| 22  | Evadatul                                            | Andrew Davis                   | 1993 |
| 23  | Călătoria                                           | Duwayne Dunham                 | 1993 |
| 24  | Clubul Joy Luck                                     | Wayne Wang                     | 1993 |
| 25  | Lista lui Schindler                                 | Steven Spielberg               | 1993 |
| 26  | Forrest Gump                                        | Robert Zemeckis                | 1994 |
| 27  | Voință de fier                                      | Charles Haid                   | 1994 |
| 28  | Regele Leu                                          | Roger Allers                   | 1994 |
| 28  | Regele Leu                                          | Rob Minkoff                    | 1994 |
| 29  | Viață pentru muzică                                 | Stephen Herek                  | 1995 |
| 30  | Duminică în familie                                 | George Tillman Jr.             | 1997 |
| 31  | Războiul stelelor (relansarea din 1997)             | George Lucas                   | 1997 |
| 32  | Titanic                                             | James Cameron                  | 1997 |
| 33  | Mulan                                               | Barry Cook                     | 1998 |
| 33  | Mulan                                               | Tony Bancroft                  | 1998 |
| 34  | Muzica inimii                                       | Wes Craven                     | 1999 |
| 35  | Povestea jucăriilor 2                               | John Lasseter                  | 1999 |
| 36  | În căutarea lui Forrester                           | Gus Van Sant                   | 2000 |
| 37  | Titanii                                             | Boaz Yakin                     | 2000 |
| 38  | Compania Monștrilor                                 | Pete Docter                    | 2001 |
| 39  | Antwone Fisher                                      | Denzel Washington              | 2002 |
| 40  | În ritmul tobei                                     | Charles Stone III              | 2002 |
| 41  | Harry Potter și Camera Secretelor                   | Chris Columbus                 | 2002 |
| 42  | În căutarea lui Nemo                                | Andrew Stanton                 | 2003 |
| 43  | Stăpânul Inelelor: Întoarcerea Regelui              | Peter Jackson                  | 2003 |
| 44  | Patimile lui Hristos                                | Mel Gibson                     | 2004 |
| 45  | Incredibilii                                        | Brad Bird                      | 2004 |
| 46  | Expresul polar                                      | Robert Zemeckis                | 2004 |
| 47  | Ray                                                 | Taylor Hackford                | 2004 |
| 48  | A doua șansă                                        | John Gatins                    | 2005 |
| 49  | Jurnalul unei femei furioase                        | Darren Grant                   | 2005 |
| 50  | Renăscut din cenușă                                 | Ron Howard                     | 2005 |
| 51  | Cronicile din Narnia - Leul, Vrăjitoarea și Dulapul | Andrew Adamson                 | 2005 |
| 52  | Akeelah și cuvintele                                | Doug Atchison                  | 2006 |
| 53  | De ce ne-am căsătorit?                              | Tyler Perry                    | 2007 |
| 54  | Deasupra tuturor                                    | Pete Docter                    | 2009 |
| 55  | Povestea unui campion                               | John Lee Hancock               | 2009 |
| 56  | Discursul regelui                                   | Tom Hooper                     | 2010 |
| 57  | O poveste încâlcită                                 | Nathan Greno                   | 2010 |
| 57  | O poveste încâlcită                                 | Byron Howard                   | 2010 |
| 58  | Lupta cu valurile                                   | Sean McNamara                  | 2011 |
| 59  | Curaj                                               | Alex Kendrick                  | 2011 |
| 60  | Povestea delfinului                                 | Charles Martin Smith           | 2011 |
| 61  | Culoarea sentimentelor                              | Tate Taylor                    | 2011 |
| 62  | Răzbunătorii                                        | Joss Whedon                    | 2012 |
| 63  | Argo                                                | Ben Affleck                    | 2012 |
| 64  | 42: Povestea lui Jackie Robinson                    | Brian Helgeland                | 2013 |
| 65  | Nu se poate returna                                 | Eugenio Derbez                 | 2013 |
| 66  | Între prieteni                                      | Malcolm D. Lee                 | 2013 |
| 67  | Regatul de gheață                                   | Chris Buck                     | 2013 |
| 67  | Regatul de gheață                                   | Jennifer Lee                   | 2013 |
| 68  | Mandela: Lungul drum spre libertate                 | Justin Chadwick                | 2013 |
| 69  | Supraviețuitorul                                    | Peter Berg                     | 2013 |
| 70  | America: Imaginați-vă lumea fără ea                 | Dinesh D'Souza                 | 2014 |
| 70  | America: Imaginați-vă lumea fără ea                 | John Sullivan                  | 2014 |
| 71  | O minciună necesară                                 | Philippe Falardeau             | 2014 |
| 72  | The Imitation Game. Jocul codurilor                 | Morten Tyldum                  | 2014 |
| 73  | Selma                                               | Ava DuVernay                   | 2014 |
| 74  | Lunetistul american                                 | Clint Eastwood                 | 2014 |
| 75  | Război în cuplu                                     | Alex Kendrick                  | 2015 |
| 76  | Toto, cocoșelul cel viteaz                          | Gabriel Riva Palacio Alatriste | 2015 |
| 76  | Toto, cocoșelul cel viteaz                          | Rodolfo Riva Palacio Alatriste | 2015 |
| 77  | Woodlawn                                            | Erwin Brothers                 | 2015 |
| 78  | Miracole din Paradis                                | Patricia Riggen                | 2016 |
| 79  | Regina din Katwe                                    | Mira Nair                      | 2016 |
| 80  | Figuri ascunse                                      | Theodore Melfi                 | 2016 |
| 81  | Ziua Patrioților                                    | Peter Berg                     | 2016 |
| 82  | The Case for Christ                                 | Jon Gunn                       | 2017 |
| 83  | Girls Trip: Dezmăț cu fetele                        | Malcolm D. Lee                 | 2017 |
| 84  | A Question of Faith                                 | Kevan Otto                     | 2017 |
| 85  | Minunea                                             | Stephen Chbosky                | 2017 |
| 86  | Coco                                                | Lee Unkrich                    | 2017 |
| 87  | Pantera neagră                                      | Ryan Coogler                   | 2018 |
| 88  | I Can Only Imagine                                  | Erwin Brothers                 | 2018 |
| 89  | Cu drag, Simon                                      | Greg Berlanti                  | 2018 |
| 90  | Incredibilii 2                                      | Brad Bird                      | 2018 |
| 91  | Ura pe care o simți                                 | George Tillman Jr.             | 2018 |
| 92  | Green Book: O prietenie pe viață                    | Peter Farrelly                 | 2018 |
| 93  | Omul-Păianjen: În lumea păianjenului                | Bob Persichetti                | 2018 |
| 93  | Omul-Păianjen: În lumea păianjenului                | Peter Ramsey                   | 2018 |
| 93  | Omul-Păianjen: În lumea păianjenului                | Rodney Rothman                 | 2018 |
| 94  | Unplanned                                           | Chuck Konzelman                | 2019 |
| 94  | Unplanned                                           | Cary Solomon                   | 2019 |
| 95  | Răzbunătorii: Sfârșitul jocului                     | Anthony Russo                  | 2019 |
| 95  | Răzbunătorii: Sfârșitul jocului                     | Joe Russo                      | 2019 |
| 96  | De neoprit, pentru un vis                           | Tyler Nilson                   | 2019 |
| 96  | De neoprit, pentru un vis                           | Michael Schwartz               | 2019 |
| 97  | Învingătorii                                        | Alex Kendrick                  | 2019 |
| 98  | Harriet                                             | Kasi Lemmons                   | 2019 |
| 99  | Marea provocare: Le Mans ’66                        | James Mangold                  | 2019 |
| 100 | Doar dreptate                                       | Destin Daniel Cretton          | 2019 |
| 101 | Summer of Soul                                      | Questlove                      | 2021 |
| 102 | Show Me the Father                                  | Rick Altizer                   | 2021 |
| 103 | Omul-Păianjen: Niciun drum spre casă                | Jon Watts                      | 2021 |
| 104 | Hai să cântăm din nou!                              | Garth Jennings                 | 2021 |
| 105 | American Underdog: Povestea lui Kurt Warner         | Erwin Brothers                 | 2021 |
| 106 | Top Gun: Maverick                                   | Joseph Kosinski                | 2022 |
| 107 | Femeia rege                                         | Gina Prince-Bythewood          | 2022 |
| 108 | Emmett Till                                         | Chinonye Chukwu                | 2022 |
| 109 | Revoluția lui Iisus                                 | Jon Erwin                      | 2023 |
| 109 | Revoluția lui Iisus                                 | Brent McCorkle                 | 2023 |
| 110 | Sound of Freedom                                    | Alejandro Monteverde           | 2023 |
| 111 | Taylor Swift: The Eras Tour                         | Sam Wrench                     | 2023 |
| 112 | Renaissance: A Film by Beyoncé                      | Beyoncé                        | 2023 |
| 113 | Îngeri obișnuiți                                    | Jon Gunn                       | 2024 |
| 114 | Unsung Hero                                         | Richard Ramsey                 | 2024 |
| 114 | Unsung Hero                                         | Joel Smallbone                 | 2024 |
| 115 | Sound of Hope: The Story of Possum Trot             | Joshua Weigel                  | 2024 |
| 116 | The Forge                                           | Alex Kendrick                  | 2024 |
| 117 | Super/Man: Povestea lui Christopher Reeve           | Ian Bonhôte                    | 2024 |
| 117 | Super/Man: Povestea lui Christopher Reeve           | Peter Ettedgui                 | 2024 |
| 118 | White Bird                                          | Marc Forster                   | 2024 |

La data de august 2024, doi regizori au patru filme A+: Jon Erwin (de trei ori cu fratele său Andrew — în 2015, 2018 și 2021 — și o dată cu Brent McCorkle în 2023) și Alex Kendrick (2011, 2015, 2019 și 2024). Doi regizori au trei filme A+: Rob Reiner (1987, 1989, 1992) și Andrew Erwin (2015, 2018, 2021). Următorii regizori au două filme A+ în listă: Steven Spielberg (1982, 1993), James Cameron (1991, 1997), Robert Zemeckis (1994, 2004), Pete Docter (2001, 2009), Malcolm D. Lee (2013, 2017), Peter Berg (2013, 2016), Brad Bird (2004, 2018), George Tillman Jr. (1997, 2018) și Jon Gunn (2017, 2024).
Între 2011 și 2024, 19 dintre cele 59 de filme (32%) care au avut nota A+ (în cinematografe) au fost fie filme bazate pe credință, fie au vizat în mod specific publicul conservator.
În 2023, opt filme au obținut cel mai mare punctaj, dintre care șase au vizat publicul de dreapta; celelalte două filme au fost filme ale fanilor concertelor lui Taylor Swift și Beyoncé.

## Lista de filme „F”
La data de mai 2024, un total de 22 de filme au ratingul/nota F din partea publicului american chestionat de CinemaScore.
| Nr. | Titlu                                       | Regizor                       | An   |
| --- | ------------------------------------------- | ----------------------------- | ---- |
| 1   | Bolero                                      | John Derek                    | 1984 |
| 2   | Martor din umbră                            | Stephan Elliott               | 1999 |
| 3   | Dr. T și femeile                            | Robert Altman                 | 2000 |
| 4   | Între bine și rău                           | Janusz Kamiński               | 2000 |
| 5   | O afacere cu numere                         | Nora Ephron                   | 2000 |
| 6   | Întunericul                                 | Jaume Balagueró               | 2002 |
| 7   | Fear Dot Com                                | William Malone                | 2002 |
| 8   | Solaris                                     | Steven Soderbergh             | 2002 |
| 9   | În carne vie                                | Jane Campion                  | 2003 |
| 10  | Misterele întunericului (Alone in the Dark) | Uwe Boll                      | 2005 |
| 11  | Traseul morții (Wolf Creek)                 | Greg McLean                   | 2005 |
| 12  | Omul cu gândacii                            | William Friedkin              | 2006 |
| 13  | Ritual sângeros sau Omul de răchită         | Neil LaBute                   | 2006 |
| 14  | Știu cine m-a ucis                          | Chris Sivertson               | 2007 |
| 15  | Dezastre și alte catastrofe                 | Jason Friedberg Aaron Seltzer | 2008 |
| 16  | Cutia                                       | Richard Kelly                 | 2009 |
| 17  | Casa terorii                                | Chris Kentis Laura Lau        | 2011 |
| 18  | Ucide-i cu tandrețe                         | Andrew Dominik                | 2012 |
| 19  | Diavolul din tine                           | William Brent Bell            | 2012 |
| 20  | mamă!                                       | Darren Aronofsky              | 2017 |
| 21  | Blestemul                                   | Nicolas Pesce                 | 2019 |
| 22  | În tensiune                                 | Floria Sigismondi             | 2020 |